# Rassa
Rassa est une commune de la province de Verceil dans le Piémont en Italie.

## Administration
| Période                                  | Période  | Identité         | Étiquette | Qualité |
| ---------------------------------------- | -------- | ---------------- | --------- | ------- |
| 14 juin 2004                             | En cours | Fabrizio Tocchio |           |         |
| Les données manquantes sont à compléter. |          |                  |           |         |

### Communes limitrophes
Andorno Micca, Campertogno, Gaby, Gressoney-Saint-Jean, Pettinengo, Piode, Riva Valdobbia, Selve Marcone, Tavigliano.